# 2. Admiralitätsinsel (Sankt Petersburg)
Die 2. Admiralitätsinsel (russisch 2-й Адмиралтейский остров 2-j Admiralteiski ostrow, wiss. Transliteration 2-j Admiraltejskij ostrov) ist eine Flussinsel in der russischen Stadt Sankt Petersburg, die den beiden Stadtbezirken Admiralteiski und Zentralny zugeordnet ist. Sie wird im Norden durch die Newa, im Osten durch den Winterkanal, im Süden durch die Moika sowie im Westen durch den Neuen Admiralitätskanal, den Admiralitätskanal und den Krjukowkanal begrenzt.
Auf der Insel befinden sich einige hochkarätige Sehenswürdigkeiten des historischen Stadtkerns von Sankt Petersburg, wie beispielsweise der Winterpalast, die Admiralität, die Eremitage, der Newski-Prospekt, die Isaakskathedrale, der Eherne Reiter, das Zentrale Marinemuseum, der Isaaksplatz sowie der Nikolai-Palast.
Über die Moika führen insgesamt acht Brücken und verbinden die Insel mit der Kasaninsel; nach Neu-Holland kann man über zwei Brücken gelangen, zur Neuen Admiralitätsinsel führt eine Brücke.

## Entstehungsgeschichte
Das historische Zentrum von Sankt Petersburg liegt zwischen den Flüssen Newa und Fontanka. In diesem Gebiet lagen vor der Stadtgründung im Jahr 1703 ursprünglich zwei Inseln. Die Insel zwischen Newa und Moika ist auf schwedischen Karten von 1676 und 1682 mit dem Namen Usadisa (finnisch Usadissa-Saari ‚Usadissa-Insel‘) bezeichnet. Die Insel zwischen der Moika und der Fontanka nannten die Schweden finnisch Peryka-Saari ‚Perkay-Insel‘.
Die Insel entstand künstlich, als in den Jahren 1711–1719 die Newa mit der Moika durch den Winterkanal und den Krjukowkanal bzw. den nicht mehr existierenden Hauptkanal verbunden wurde.